# Willem Jacobus Eijk
Willem Jacobus kardinál Eijk (* 22. června 1953 Duivendrecht) je nizozemský římskokatolický kněz, arcibiskup Utrechtu, nizozemský primas, kardinál.

## Životopis
V roce 1978 ukončil studium medicíny na Amsterdamské univerzitě. Poté vstoupil do semináře v Kerkrade. Kněžské svěcení přijal 1. června 1985, inkardován byl do diecéze Roermond.

## Biskup
Dne 17. června 1999 byl jmenován biskupem diecéze Groningen. Biskupské svěcení mu udělil 6. listopadu téhož roku kardinál Adrianus Johannes Simonis. Papež Benedikt XVI. ho 11. prosince 2007 jmenoval arcibiskupem v Utrechtu, kde nahradil kardinála Simonise, který dovršil kanonický věk. Arcibiskup Utrechtu je tradičně také nizozemským primasem. Od června 2011 vykonává funkci předsedy Nizozemské biskupské konference.

## Kardinál
Dne 6. ledna 2012 byla ohlášena jeho kardinálská nominace, kterou papež Benedikt XVI. oficiálně dovršil na konzistoři 18. února téhož roku. Titulárním kostelem kardinála Eijka je římská bazilika svatého Kalixta.

## Odkazy

Znak biskupa Groningenu